# Корнелія Салоніна
Ю́лія Корне́лія Салоні́на (лат. Julia Cornelia Salonina; померла у 268 р.) — дружина римського імператора Галлієна. Носила титул августи та мала прізвисько «Хризогона».

## Життєпис
Про її родину немає відомостей. За деякими даними Салоніна походить з Віфінії. У 238 або 240 році вона одружилася з майбутнім імператором Галлієном. У 253 році після того як батько Галлієна, Валер'ян, став імператором, то зробив свого сина та невістку Августами. В цілому шлюб з Галлієном був вдалим, подружжя жило у мирі.
Салоніна окрім того цікавилася філософією, підтримувала філософа Плотіна. Водночас не втручалася у державні справи. 
Після смерті чоловіка, подальша доля Корнелії Салоніни невідома. Можливо, вона загинула разом із Галлієном у військовому таборі під Медіоланом (сучасний Мілан, Італія), коли той намагався придушити заколот у місті.

## Родина
Чоловік — Галлієн, імператор у 253—268 роках. Подружжя мало трьох дітей:
- Валер'ян II, цезар у 256—258 рр.
- Салонін, імператор у 268 р.
- Мариніан, консул 268 р.